# Lista över fornlämningar i Borgholms kommun (Långlöt)
Lista över fornlämningar i Borgholms kommun (Långlöt) är en förteckning av ett urval av de fornlämningar som finns i Långlöt i Borgholms kommun.
| Namn                           | Lämningstyp                      | Tillkomsttid | Historisk indelning | Plats | Läge                 | ID-nr          | Bild                                      |
| ------------------------------ | -------------------------------- | ------------ | ------------------- | ----- | -------------------- | -------------- | ----------------------------------------- |
| Långlöt 6:1                    | Husgrund, förhistorisk/medeltida |              | Långlöt, Öland      |       | 56.763072, 16.697589 | 10084100060001 | Ladda upp en bild av detta fornminne      |
| Långlöt 8:1                    | Husgrund, förhistorisk/medeltida |              | Långlöt, Öland      |       | 56.756810, 16.692929 | 10084100080001 | Ladda upp en bild av detta fornminne      |
| Långlöt 8:2                    | Husgrund, förhistorisk/medeltida |              | Långlöt, Öland      |       | 56.756949, 16.693157 | 10084100080002 | Ladda upp en bild av detta fornminne      |
| Långlöt 8:3                    | Husgrund, förhistorisk/medeltida |              | Långlöt, Öland      |       | 56.756933, 16.693489 | 10084100080003 | Ladda upp en bild av detta fornminne      |
| Långlöt 8:4                    | Husgrund, förhistorisk/medeltida |              | Långlöt, Öland      |       | 56.756803, 16.693404 | 10084100080004 | Ladda upp en bild av detta fornminne      |
| Långlöt 9:1                    | Husgrund, förhistorisk/medeltida |              | Långlöt, Öland      |       | 56.757191, 16.690909 | 10084100090001 | Ladda upp en bild av detta fornminne      |
| Långlöt 17:1                   | Stensättning                     |              | Långlöt, Öland      |       | 56.751684, 16.681338 | 10084100170001 | Ladda upp en bild av detta fornminne      |
| Långlöt 17:2                   | Stensättning                     |              | Långlöt, Öland      |       | 56.751818, 16.681359 | 10084100170002 | Ladda upp en bild av detta fornminne      |
| Långlöt 21:1                   | Husgrund, förhistorisk/medeltida |              | Långlöt, Öland      |       | 56.757336, 16.696052 | 10084100210001 | Ladda upp en bild av detta fornminne      |
| Långlöt 21:2                   | Husgrund, förhistorisk/medeltida |              | Långlöt, Öland      |       | 56.757493, 16.696383 | 10084100210002 | Ladda upp en bild av detta fornminne      |
| Långlöt 21:3                   | Husgrund, förhistorisk/medeltida |              | Långlöt, Öland      |       | 56.757568, 16.697520 | 10084100210003 | Ladda upp en bild av detta fornminne      |
| Långlöt 21:4                   | Husgrund, förhistorisk/medeltida |              | Långlöt, Öland      |       | 56.757348, 16.696586 | 10084100210004 | Ladda upp en bild av detta fornminne      |
| Långlöt 25:1                   | Gravfält                         |              | Långlöt, Öland      |       | 56.739463, 16.688362 | 10084100250001 | Ladda upp en bild av detta fornminne      |
| Bjälkrör (Långlöt 27:1)        | Stensättning                     |              | Långlöt, Öland      |       | 56.765121, 16.677036 | 10084100270001 | Ladda upp en bild av detta fornminne      |
| Ismantorps borg (Långlöt 30:1) | Fornborg                         |              | Långlöt, Öland      |       | 56.745438, 16.642681 | 10084100300001 | Ladda upp en till bild av detta fornminne |
| Långlöt 32:1                   | Husgrund, förhistorisk/medeltida |              | Långlöt, Öland      |       | 56.749732, 16.653110 | 10084100320001 | Ladda upp en bild av detta fornminne      |
| Långlöt 32:2                   | Husgrund, förhistorisk/medeltida |              | Långlöt, Öland      |       | 56.750101, 16.654126 | 10084100320002 | Ladda upp en bild av detta fornminne      |
| Långlöt 33:1                   | Husgrund, förhistorisk/medeltida |              | Långlöt, Öland      |       | 56.752876, 16.649154 | 10084100330001 | Ladda upp en bild av detta fornminne      |
| Långlöt 33:2                   | Husgrund, förhistorisk/medeltida |              | Långlöt, Öland      |       | 56.753018, 16.648761 | 10084100330002 | Ladda upp en bild av detta fornminne      |
| Långlöt 33:3                   | Husgrund, förhistorisk/medeltida |              | Långlöt, Öland      |       | 56.752584, 16.650341 | 10084100330003 | Ladda upp en bild av detta fornminne      |
| Långlöt 34:1                   | Röse                             |              | Långlöt, Öland      |       | 56.752658, 16.647538 | 10084100340001 | Ladda upp en bild av detta fornminne      |
| Långlöt 34:2                   | Stensättning                     |              | Långlöt, Öland      |       | 56.752852, 16.647632 | 10084100340002 | Ladda upp en bild av detta fornminne      |
| Långlöt 36:1                   | Husgrund, förhistorisk/medeltida |              | Långlöt, Öland      |       | 56.752160, 16.646601 | 10084100360001 | Ladda upp en bild av detta fornminne      |
| Långlöt 36:2                   | Husgrund, förhistorisk/medeltida |              | Långlöt, Öland      |       | 56.752276, 16.646979 | 10084100360002 | Ladda upp en bild av detta fornminne      |
| Långlöt 36:3                   | Husgrund, förhistorisk/medeltida |              | Långlöt, Öland      |       | 56.752410, 16.646768 | 10084100360003 | Ladda upp en bild av detta fornminne      |
| Långlöt 37:1                   | Husgrund, förhistorisk/medeltida |              | Långlöt, Öland      |       | 56.753198, 16.660657 | 10084100370001 | Ladda upp en bild av detta fornminne      |
| Långlöt 40:1                   | Stensättning                     |              | Långlöt, Öland      |       | 56.746541, 16.684307 | 10084100400001 | Ladda upp en bild av detta fornminne      |
| Långlöt 41:1                   | Gravfält                         |              | Långlöt, Öland      |       | 56.728045, 16.693929 | 10084100410001 | Ladda upp en bild av detta fornminne      |
| Långlöt 42:1                   | Gravfält                         |              | Långlöt, Öland      |       | 56.736035, 16.687677 | 10084100420001 | Ladda upp en bild av detta fornminne      |
| Långlöt 43:1                   | Stensättning                     |              | Långlöt, Öland      |       | 56.732679, 16.695093 | 10084100430001 | Ladda upp en bild av detta fornminne      |
| Långlöt 44:1                   | Husgrund, förhistorisk/medeltida |              | Långlöt, Öland      |       | 56.730135, 16.695988 | 10084100440001 | Ladda upp en bild av detta fornminne      |
| Långlöt 45:1                   | Gravfält                         |              | Långlöt, Öland      |       | 56.732027, 16.701751 | 10084100450001 | Ladda upp en bild av detta fornminne      |
| Långlöt 48:1                   | Gravfält                         |              | Långlöt, Öland      |       | 56.736450, 16.695353 | 10084100480001 | Ladda upp en bild av detta fornminne      |
| Vålerör (Långlöt 49:1)         | Röse                             |              | Långlöt, Öland      |       | 56.720309, 16.744372 | 10084100490001 | Ladda upp en bild av detta fornminne      |
| Långlöt 50:1                   | Stensättning                     |              | Långlöt, Öland      |       | 56.721435, 16.738696 | 10084100500001 | Ladda upp en bild av detta fornminne      |
| Långlöt 50:2                   | Stensättning                     |              | Långlöt, Öland      |       | 56.721415, 16.739120 | 10084100500002 | Ladda upp en bild av detta fornminne      |
| Långlöt 50:3                   | Stensättning                     |              | Långlöt, Öland      |       | 56.721421, 16.739447 | 10084100500003 | Ladda upp en bild av detta fornminne      |
| Långlöt 55:1                   | Hällristning                     |              | Långlöt, Öland      |       | 56.723864, 16.727057 | 10084100550001 | Ladda upp en bild av detta fornminne      |
| Långlöt 57:1                   | Husgrund, förhistorisk/medeltida |              | Långlöt, Öland      |       | 56.727575, 16.747725 | 10084100570001 | Ladda upp en bild av detta fornminne      |
| Långlöt 58:1                   | Stensättning                     |              | Långlöt, Öland      |       | 56.728804, 16.755458 | 10084100580001 | Ladda upp en bild av detta fornminne      |
| Långlöt 58:2                   | Stensättning                     |              | Långlöt, Öland      |       | 56.728686, 16.755352 | 10084100580002 | Ladda upp en bild av detta fornminne      |
| Långlöt 59:1                   | Stensättning                     |              | Långlöt, Öland      |       | 56.730266, 16.754578 | 10084100590001 | Ladda upp en bild av detta fornminne      |
| Långlöt 59:2                   | Stensättning                     |              | Långlöt, Öland      |       | 56.730489, 16.754017 | 10084100590002 | Ladda upp en bild av detta fornminne      |
| Långlöt 59:3                   | Stensättning                     |              | Långlöt, Öland      |       | 56.730515, 16.753674 | 10084100590003 | Ladda upp en bild av detta fornminne      |
| Långlöt 59:4                   | Stensättning                     |              | Långlöt, Öland      |       | 56.730538, 16.753364 | 10084100590004 | Ladda upp en bild av detta fornminne      |
| Långlöt 60:1                   | Stensättning                     |              | Långlöt, Öland      |       | 56.731125, 16.755218 | 10084100600001 | Ladda upp en bild av detta fornminne      |
| Långlöt 60:2                   | Stensättning                     |              | Långlöt, Öland      |       | 56.731315, 16.755033 | 10084100600002 | Ladda upp en bild av detta fornminne      |
| Långlöt 61:1                   | Stensättning                     |              | Långlöt, Öland      |       | 56.731912, 16.754712 | 10084100610001 | Ladda upp en bild av detta fornminne      |
| Långlöt 62:1                   | Husgrund, förhistorisk/medeltida |              | Långlöt, Öland      |       | 56.731532, 16.737893 | 10084100620001 | Ladda upp en bild av detta fornminne      |
| Långlöt 62:3                   | Husgrund, förhistorisk/medeltida |              | Långlöt, Öland      |       | 56.731757, 16.740209 | 10084100620003 | Ladda upp en bild av detta fornminne      |
| Långlöt 62:6                   | Husgrund, förhistorisk/medeltida |              | Långlöt, Öland      |       | 56.732466, 16.740357 | 10084100620006 | Ladda upp en bild av detta fornminne      |
| Långlöt 62:9                   | Husgrund, förhistorisk/medeltida |              | Långlöt, Öland      |       | 56.732356, 16.740639 | 10084100620009 | Ladda upp en bild av detta fornminne      |
| Långlöt 63:1                   | Stensättning                     |              | Långlöt, Öland      |       | 56.739868, 16.754077 | 10084100630001 | Ladda upp en bild av detta fornminne      |
| Långlöt 64:1                   | Stensättning                     |              | Långlöt, Öland      |       | 56.735990, 16.759851 | 10084100640001 | Ladda upp en bild av detta fornminne      |
| Långlöt 65:1                   | Röse                             |              | Långlöt, Öland      |       | 56.735675, 16.754811 | 10084100650001 | Ladda upp en bild av detta fornminne      |
| Långlöt 66:1                   | Stridsvärn                       |              | Långlöt, Öland      |       | 56.736801, 16.762639 | 10084100660001 | Ladda upp en bild av detta fornminne      |
| Långlöt 67:1                   | Gravfält                         |              | Långlöt, Öland      |       | 56.739790, 16.724609 | 10084100670001 | Ladda upp en bild av detta fornminne      |
| Långlöt 68:1                   | Grav markerad av sten/block      |              | Långlöt, Öland      |       | 56.744541, 16.757800 | 10084100680001 | Ladda upp en bild av detta fornminne      |
| Långlöt 68:2                   | Stenkrets                        |              | Långlöt, Öland      |       | 56.744540, 16.757414 | 10084100680002 | Ladda upp en bild av detta fornminne      |
| 1) Vårdbråten (Långlöt 70:1)   | Stensättning                     |              | Långlöt, Öland      |       | 56.752001, 16.754967 | 10084100700001 | Ladda upp en bild av detta fornminne      |
| 1) Vårdbråten (Långlöt 70:2)   | Stensättning                     |              | Långlöt, Öland      |       | 56.751815, 16.754871 | 10084100700002 | Ladda upp en bild av detta fornminne      |
| 1) Vårdbråten (Långlöt 70:3)   | Stensättning                     |              | Långlöt, Öland      |       | 56.751522, 16.754785 | 10084100700003 | Ladda upp en bild av detta fornminne      |
| Långlöt 71:1                   | Stensättning                     |              | Långlöt, Öland      |       | 56.750436, 16.729234 | 10084100710001 | Ladda upp en bild av detta fornminne      |
| Långlöt 72:1                   | Stensättning                     |              | Långlöt, Öland      |       | 56.758128, 16.748049 | 10084100720001 | Ladda upp en bild av detta fornminne      |
| Långlöt 72:2                   | Hög                              |              | Långlöt, Öland      |       | 56.757986, 16.747382 | 10084100720002 | Ladda upp en bild av detta fornminne      |
| Långlöt 73:1                   | Hög                              |              | Långlöt, Öland      |       | 56.757304, 16.754986 | 10084100730001 | Ladda upp en bild av detta fornminne      |
| Långlöt 73:2                   | Hög                              |              | Långlöt, Öland      |       | 56.757060, 16.755777 | 10084100730002 | Ladda upp en bild av detta fornminne      |
| Långlöt 73:3                   | Hög                              |              | Långlöt, Öland      |       | 56.756650, 16.755264 | 10084100730003 | Ladda upp en bild av detta fornminne      |
| Långlöt 73:4                   | Stensättning                     |              | Långlöt, Öland      |       | 56.756470, 16.755287 | 10084100730004 | Ladda upp en bild av detta fornminne      |
| Långlöt 73:5                   | Grav markerad av sten/block      |              | Långlöt, Öland      |       | 56.757088, 16.754757 | 10084100730005 | Ladda upp en bild av detta fornminne      |
| Långlöt 73:6                   | Grav markerad av sten/block      |              | Långlöt, Öland      |       | 56.757090, 16.754659 | 10084100730006 | Ladda upp en bild av detta fornminne      |
| Långlöt 74:1                   | Stenkrets                        |              | Långlöt, Öland      |       | 56.757838, 16.758045 | 10084100740001 | Ladda upp en bild av detta fornminne      |
| Långlöt 74:2                   | Stenkrets                        |              | Långlöt, Öland      |       | 56.757852, 16.758213 | 10084100740002 | Ladda upp en bild av detta fornminne      |
| Långlöt 74:3                   | Stensättning                     |              | Långlöt, Öland      |       | 56.757978, 16.758073 | 10084100740003 | Ladda upp en bild av detta fornminne      |
| Långlöt 74:4                   | Stensättning                     |              | Långlöt, Öland      |       | 56.758059, 16.758229 | 10084100740004 | Ladda upp en bild av detta fornminne      |
| Långlöt 75:1                   | Husgrund, förhistorisk/medeltida |              | Långlöt, Öland      |       | 56.751726, 16.708685 | 10084100750001 | Ladda upp en bild av detta fornminne      |
| Långlöt 76:1                   | Röse                             |              | Långlöt, Öland      |       | 56.754721, 16.710019 | 10084100760001 | Ladda upp en bild av detta fornminne      |
| Långlöt 77:1                   | Husgrund, förhistorisk/medeltida |              | Långlöt, Öland      |       | 56.751969, 16.707580 | 10084100770001 | Ladda upp en bild av detta fornminne      |
| Långlöt 77:2                   | Husgrund, förhistorisk/medeltida |              | Långlöt, Öland      |       | 56.751906, 16.707708 | 10084100770002 | Ladda upp en bild av detta fornminne      |
| Långlöt 77:3                   | Husgrund, förhistorisk/medeltida |              | Långlöt, Öland      |       | 56.751938, 16.707274 | 10084100770003 | Ladda upp en bild av detta fornminne      |
| Långlöt 77:4                   | Husgrund, förhistorisk/medeltida |              | Långlöt, Öland      |       | 56.751840, 16.707147 | 10084100770004 | Ladda upp en bild av detta fornminne      |
| Långlöt 79:1                   | Husgrund, förhistorisk/medeltida |              | Långlöt, Öland      |       | 56.751640, 16.703239 | 10084100790001 | Ladda upp en bild av detta fornminne      |
| Långlöt 82:1                   | Stensättning                     |              | Långlöt, Öland      |       | 56.753907, 16.651408 | 10084100820001 | Ladda upp en bild av detta fornminne      |
| Långlöt 82:2                   | Stensättning                     |              | Långlöt, Öland      |       | 56.753905, 16.651546 | 10084100820002 | Ladda upp en bild av detta fornminne      |
| Långlöt 101:1                  | Husgrund, förhistorisk/medeltida |              | Långlöt, Öland      |       | 56.721588, 16.744572 | 10084101010001 | Ladda upp en bild av detta fornminne      |
| Långlöt 101:2                  | Husgrund, förhistorisk/medeltida |              | Långlöt, Öland      |       | 56.721711, 16.744877 | 10084101010002 | Ladda upp en bild av detta fornminne      |
| Långlöt 101:3                  | Stensättning                     |              | Långlöt, Öland      |       | 56.721906, 16.744806 | 10084101010003 | Ladda upp en bild av detta fornminne      |
| Långlöt 102:1                  | Hällristning                     |              | Långlöt, Öland      |       | 56.721715, 16.740842 | 10084101020001 | Ladda upp en bild av detta fornminne      |
| Långlöt 103:1                  | Stensättning                     |              | Långlöt, Öland      |       | 56.720375, 16.746074 | 10084101030001 | Ladda upp en bild av detta fornminne      |
| Långlöt 104:1                  | Hällristning                     |              | Långlöt, Öland      |       | 56.724997, 16.740516 | 10084101040001 | Ladda upp en bild av detta fornminne      |
| Långlöt 108:1                  | Husgrund, förhistorisk/medeltida |              | Långlöt, Öland      |       | 56.725082, 16.745753 | 10084101080001 | Ladda upp en bild av detta fornminne      |
| Långlöt 109:1                  | Husgrund, förhistorisk/medeltida |              | Långlöt, Öland      |       | 56.725807, 16.749309 | 10084101090001 | Ladda upp en bild av detta fornminne      |
| Långlöt 110:1                  | Husgrund, förhistorisk/medeltida |              | Långlöt, Öland      |       | 56.725612, 16.746733 | 10084101100001 | Ladda upp en bild av detta fornminne      |
| Långlöt 111:1                  | Husgrund, förhistorisk/medeltida |              | Långlöt, Öland      |       | 56.728029, 16.750582 | 10084101110001 | Ladda upp en bild av detta fornminne      |
| Långlöt 113:1                  | Husgrund, förhistorisk/medeltida |              | Långlöt, Öland      |       | 56.729115, 16.698160 | 10084101130001 | Ladda upp en bild av detta fornminne      |
| Långlöt 114:1                  | Husgrund, förhistorisk/medeltida |              | Långlöt, Öland      |       | 56.731257, 16.695995 | 10084101140001 | Ladda upp en bild av detta fornminne      |
| Långlöt 119:1                  | Stensättning                     |              | Långlöt, Öland      |       | 56.759863, 16.753531 | 10084101190001 | Ladda upp en bild av detta fornminne      |
| Långlöt 120:1                  | Stenkrets                        |              | Långlöt, Öland      |       | 56.756696, 16.753891 | 10084101200001 | Ladda upp en bild av detta fornminne      |
| Långlöt 120:2                  | Hällristning                     |              | Långlöt, Öland      |       | 56.756693, 16.753985 | 10084101200002 | Ladda upp en bild av detta fornminne      |
| Långlöt 121:1                  | Husgrund, förhistorisk/medeltida |              | Långlöt, Öland      |       | 56.738099, 16.746280 | 10084101210001 | Ladda upp en bild av detta fornminne      |
| Långlöt 122:1                  | Stridsvärn                       |              | Långlöt, Öland      |       | 56.741801, 16.760440 | 10084101220001 | Ladda upp en bild av detta fornminne      |
| Långlöt 125:1                  | Stensättning                     |              | Långlöt, Öland      |       | 56.754640, 16.747622 | 10084101250001 | Ladda upp en bild av detta fornminne      |
| Långlöt 126:1                  | Husgrund, förhistorisk/medeltida |              | Långlöt, Öland      |       | 56.737201, 16.705171 | 10084101260001 | Ladda upp en bild av detta fornminne      |
| Långlöt 127:1                  | Begravningsplats                 |              | Långlöt, Öland      |       | 56.741040, 16.735999 | 10084101270001 | Ladda upp en bild av detta fornminne      |
| Långlöt 128:1                  | Stensättning                     |              | Långlöt, Öland      |       | 56.743441, 16.737782 | 10084101280001 | Ladda upp en bild av detta fornminne      |
| Långlöt 129:1                  | Husgrund, förhistorisk/medeltida |              | Långlöt, Öland      |       | 56.742819, 16.729690 | 10084101290001 | Ladda upp en bild av detta fornminne      |
| Långlöt 129:2                  | Husgrund, förhistorisk/medeltida |              | Långlöt, Öland      |       | 56.742552, 16.729637 | 10084101290002 | Ladda upp en bild av detta fornminne      |
| Långlöt 129:3                  | Husgrund, förhistorisk/medeltida |              | Långlöt, Öland      |       | 56.743073, 16.729515 | 10084101290003 | Ladda upp en bild av detta fornminne      |
| Långlöt 129:4                  | Husgrund, förhistorisk/medeltida |              | Långlöt, Öland      |       | 56.743092, 16.729886 | 10084101290004 | Ladda upp en bild av detta fornminne      |
| Långlöt 131:1                  | Husgrund, förhistorisk/medeltida |              | Långlöt, Öland      |       | 56.743878, 16.728015 | 10084101310001 | Ladda upp en bild av detta fornminne      |
| Långlöt 132:1                  | Husgrund, förhistorisk/medeltida |              | Långlöt, Öland      |       | 56.744411, 16.731018 | 10084101320001 | Ladda upp en bild av detta fornminne      |
| Långlöt 137:1                  | Husgrund, förhistorisk/medeltida |              | Långlöt, Öland      |       | 56.752191, 16.710737 | 10084101370001 | Ladda upp en bild av detta fornminne      |
| Långlöt 141:1                  | Stensättning                     |              | Långlöt, Öland      |       | 56.735399, 16.690559 | 10084101410001 | Ladda upp en bild av detta fornminne      |
| Långlöt 145:1                  | Stenkrets                        |              | Långlöt, Öland      |       | 56.749254, 16.687177 | 10084101450001 | Ladda upp en bild av detta fornminne      |
| Långlöt 145:2                  | Grav markerad av sten/block      |              | Långlöt, Öland      |       | 56.749159, 16.687414 | 10084101450002 | Ladda upp en bild av detta fornminne      |
| Långlöt 210                    | Gravfält                         |              | Långlöt, Öland      |       | 56.730048, 16.721651 | 12000000064042 | Ladda upp en bild av detta fornminne      |
| Högsrum 42:1                   | Gravfält                         |              | Långlöt, Öland      |       | 56.757351, 16.667091 | 10082400420001 | Ladda upp en bild av detta fornminne      |